# Любомирский, Юзеф Кароль
Князь Юзеф Кароль Любомирский (1638—1702) — государственный деятель Речи Посполитой, конюший великий коронный (1683—1692), маршалок надворный коронный (1692—1702), маршалок великий коронный (1702), староста сандомирский и заторский.

## Биография
Представитель польского княжеского рода Любомирских герба «Шренява». Единственный сын воеводы краковского, князя Александра Михаила Любомирского (ум. 1677), и Елены Текла Оссолинской (ум. 1687).
В 1683 году Юзеф Кароль Любомирский получил должность конюшего великого коронного. В 1692 году был назначен маршалком надворным коронным. В 1702 году получил должность маршалка великого коронного.
Был одним из богатейших магнатов Речи Посполитой, ему принадлежало 1000 селений. В 1683 году благодаря браку с княгиней Теофилой Людвикой Заславской (1654—1709) приобрёл обширную Острожскую ординацию на Украине.

## Семья
В 1683 году женился на княгине Теофиле Людвике Заславской (1654—1709), дочери воеводы сандомирского и краковского, князя Владислава Доминика Заславского (1616—1656), и Катажины Собеской (1634—1694), вдове гетмана великого коронного и каштеляна краковского, князя Дмитрия Ежи Вишневецкого (1631—1682). Дети:
- Александр Доминик Любомирский (1693—1720), 6-й ординат Острожский, староста сандомирский и заторский
- Тереза Любомирская (1685—1712), жена с 1701 года пфальцского курфюрста Карла III Филиппа (1661—1742)
- Марианна Любомирская (1693—1729), жена маршалка великого литовского, князя Павла Кароля Сангушко (1682—1750).